# Ludwig Winter (Architekt)

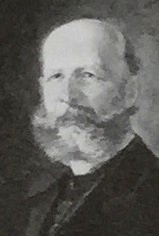
Ludwig Winter

Ludwig Winter (* 22. Januar 1843 in Braunschweig; † 6. Mai 1930 ebenda) war ein deutscher Architekt des Historismus; er wirkte lange als Stadtbaurat in Braunschweig. Winters Entwürfe zeigen überwiegend die Stilformen der Neugotik und Neorenaissance. Er leitete auch den nachempfundenen Wiederaufbau bedeutender mittelalterlicher Bauwerke, so der Burg Dankwarderode.

## Beruflicher Werdegang
Winter studierte bis 1863 Architektur in Braunschweig, anschließend arbeitete er zunächst als Hilfstechniker beim Neubau des 1865 ausgebrannten Braunschweiger Schlosses. 1869 absolvierte er ein Gotikstudium beim Dombaumeister Friedrich von Schmidt in Wien. Ab 1870 war er Baukondukteur und Gehilfe des Braunschweiger Stadtbaurates Carl Tappe. 1877 wurde Ludwig Winter zum Stadtbaumeister ernannt. 1881 wurde er Stadtbaurat in Braunschweig, 1909 Geheimer Baurat. 1915 erfolgte seine Pensionierung.

## Werk

### Wirken in Braunschweig

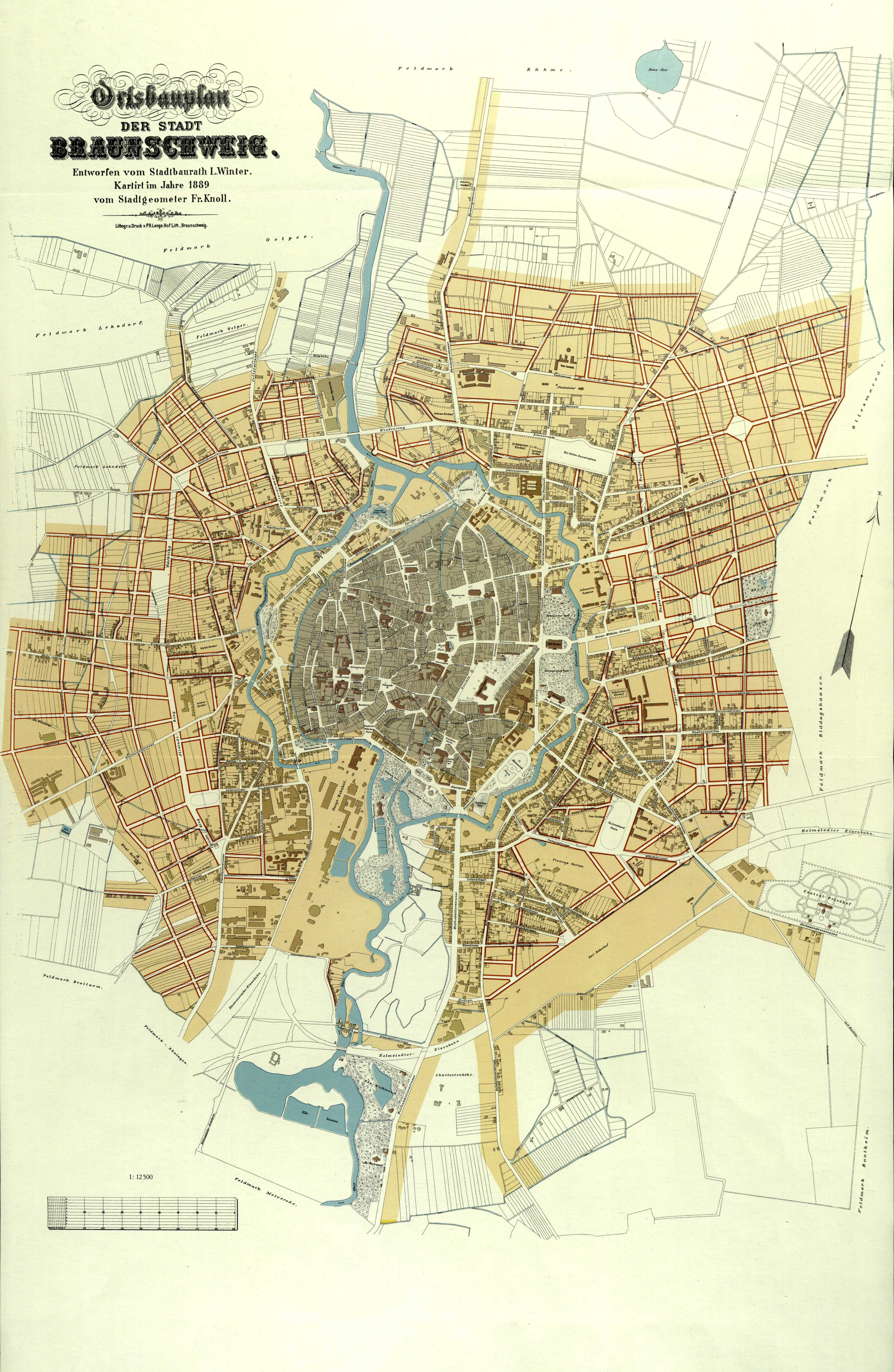
Ortsbauplan der Stadt Braunschweig nach Ludwig Winter, kartiert von Friedrich Knoll im Jahre 1889

Der von Ludwig Winter spätklassizistisch geprägte Ortsbauplan von 1882 bestimmte bis 1914 wesentlich die Form der Stadterweiterungen in Braunschweig. Hierzu zählt der „Ring“, ein Gürtel mit schachbrettartigem Straßensystem und Platzanlagen um den historischen Stadtkern Braunschweigs und seiner mehrspurigen Ringstraße, dem Braunschweiger Ring.
- 1873/1877: Restaurierung der Magnikirche
- 1874: Entwurf des Heinrichsbrunnens am Hagenmarkt in frühgotischem Stil
- 1879: Schlachthof an der Hamburger Straße und Schule an der Okerstraße
- 1881: Schule am Bültenweg
- 1884: Restaurantgebäude im Stadtpark
- 1885: Schulgebäude Leonhardstraße 12 (ehem. Realschule/Orientierungsstufe Leonhardstraße; jetzige Außenstelle des Wilhelm-Gymnasiums)
- 1887: Kapelle und Leichenhaus des Braunschweiger Hauptfriedhofes an der Helmstedter Straße
- 1887/1889: Burg Dankwarderode
- 1888/1889: Villa Gerloff am Löwenwall in den Formen der italienischen Renaissance
- 1894/1900: Braunschweiger Rathaus, Neubau in den Formen der Hochgotik
- 1901/1905: Johanniskirche
- 1901/1906: Paulikirche
- 1915: Krematorium des Stadtfriedhofes

Nach Ludwig Winter wurde eine Straße in Braunschweig benannt.

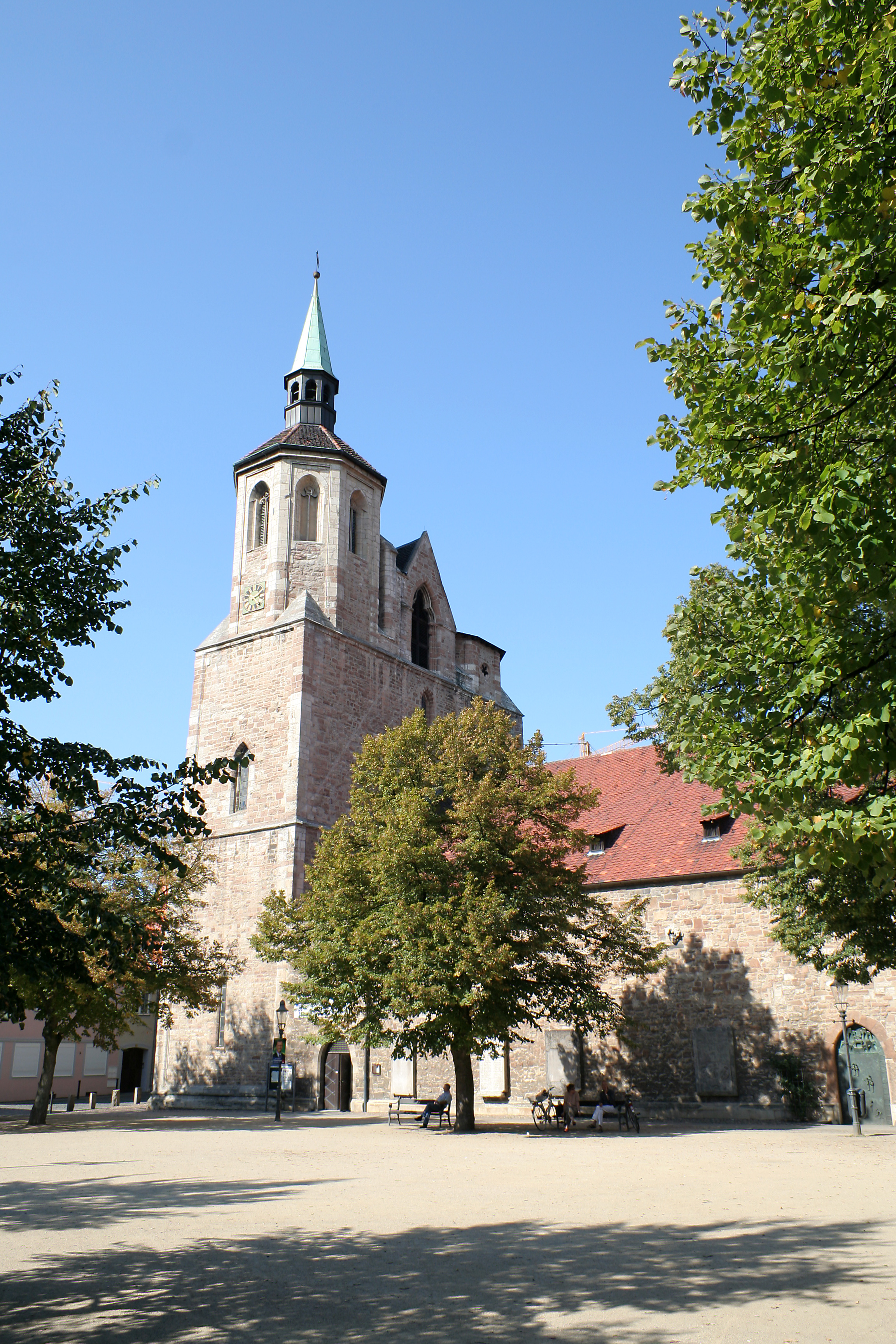
Magnikirche
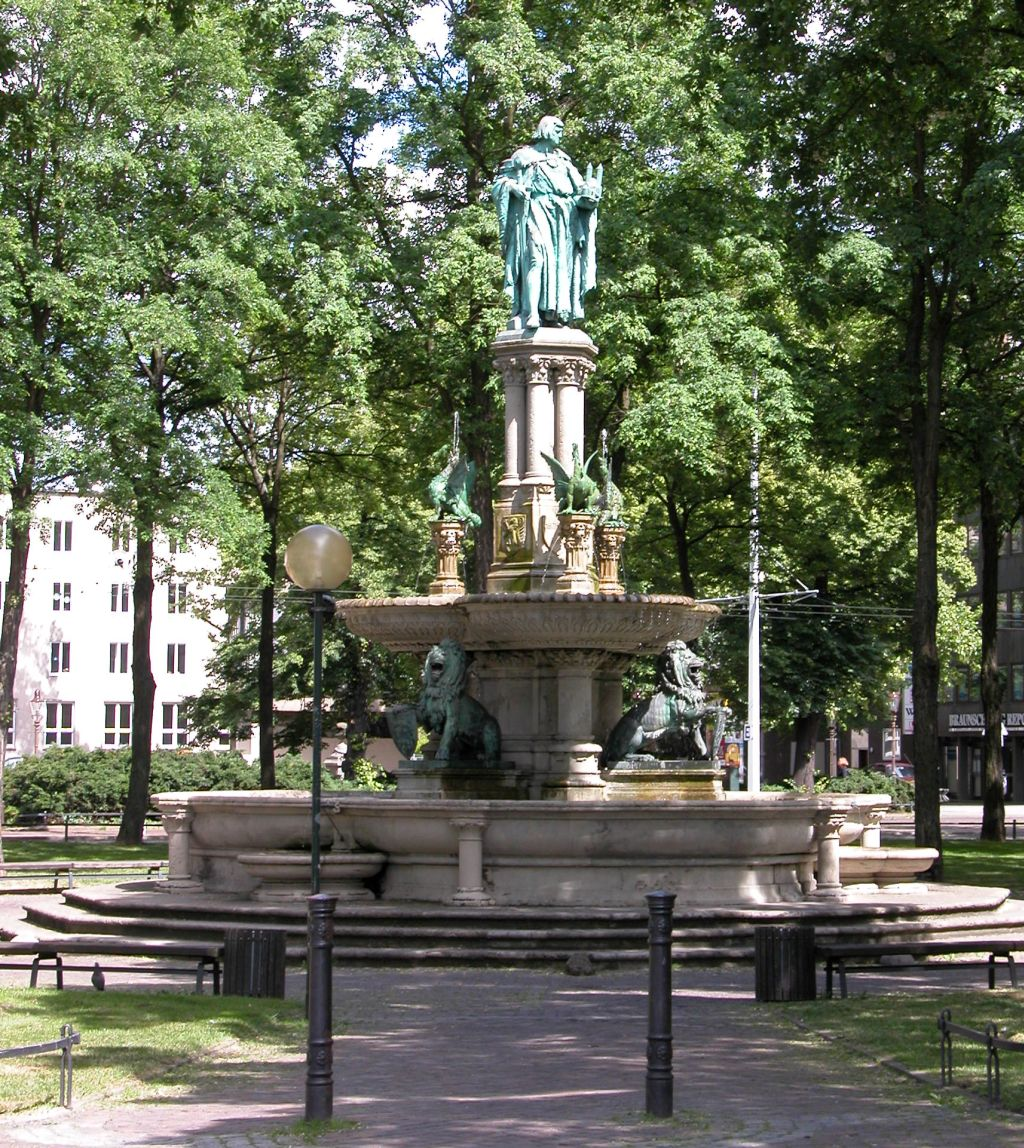
Heinrichsbrunnen
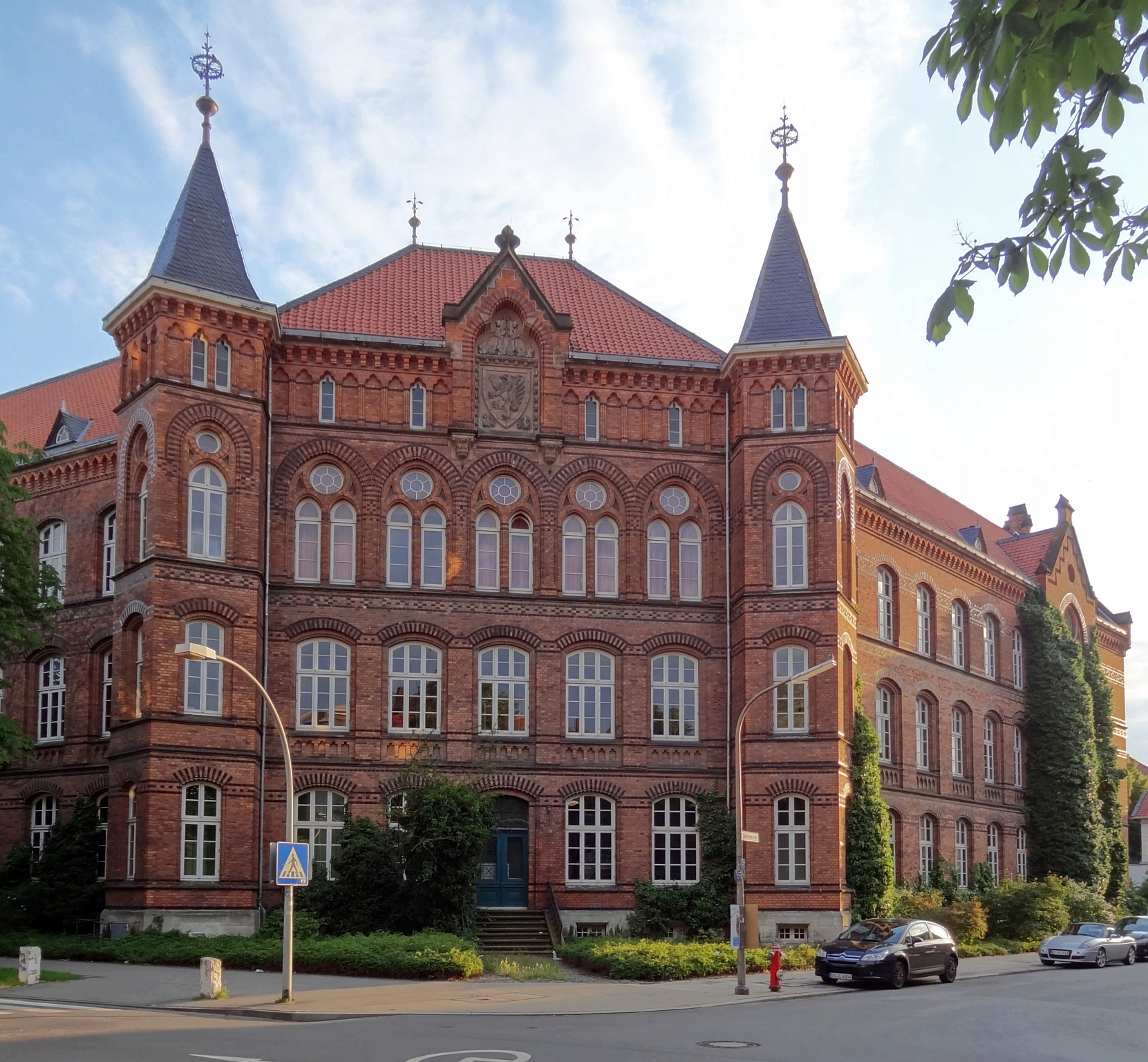
Grundschule-Bültenweg
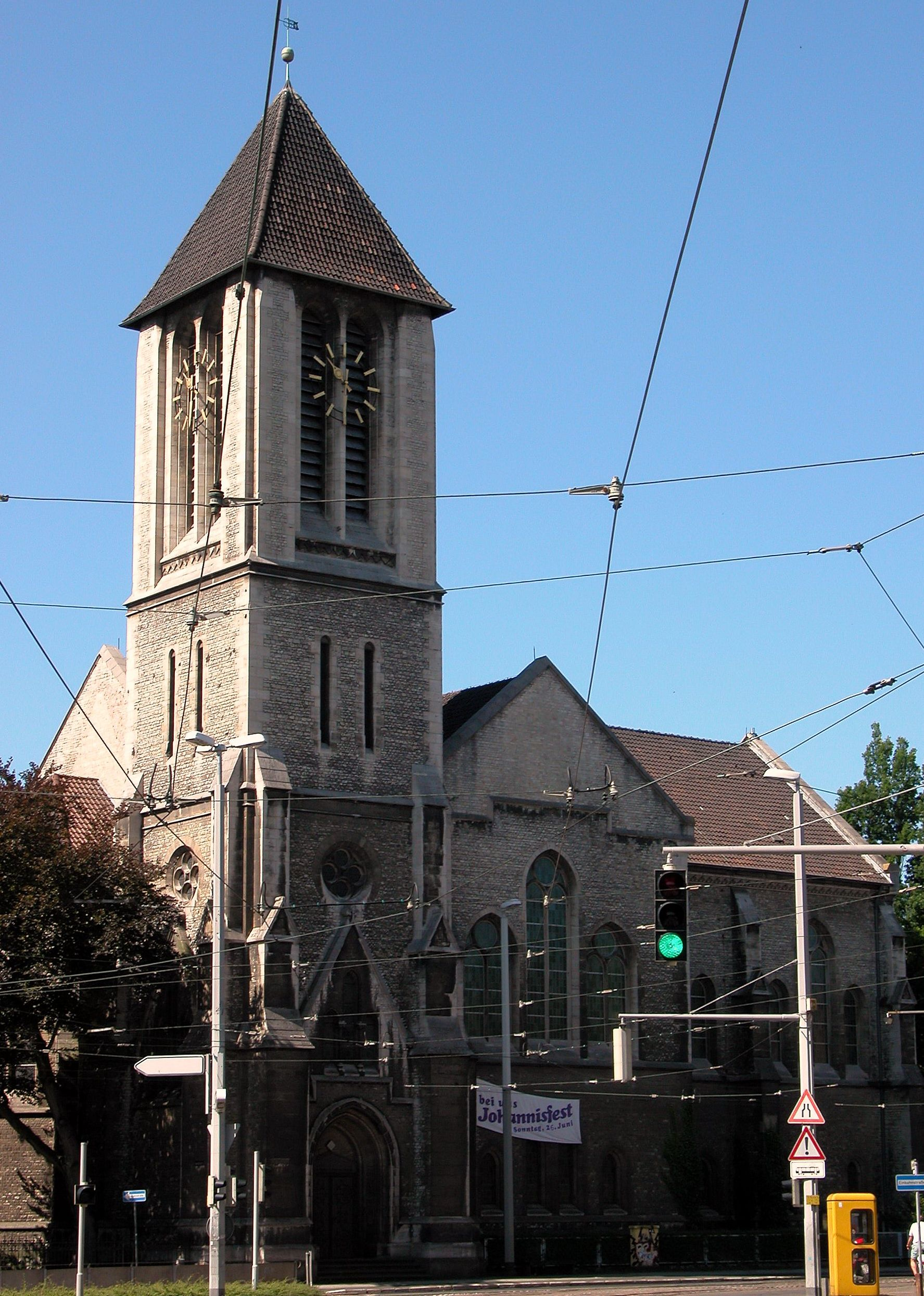
Johanniskirche
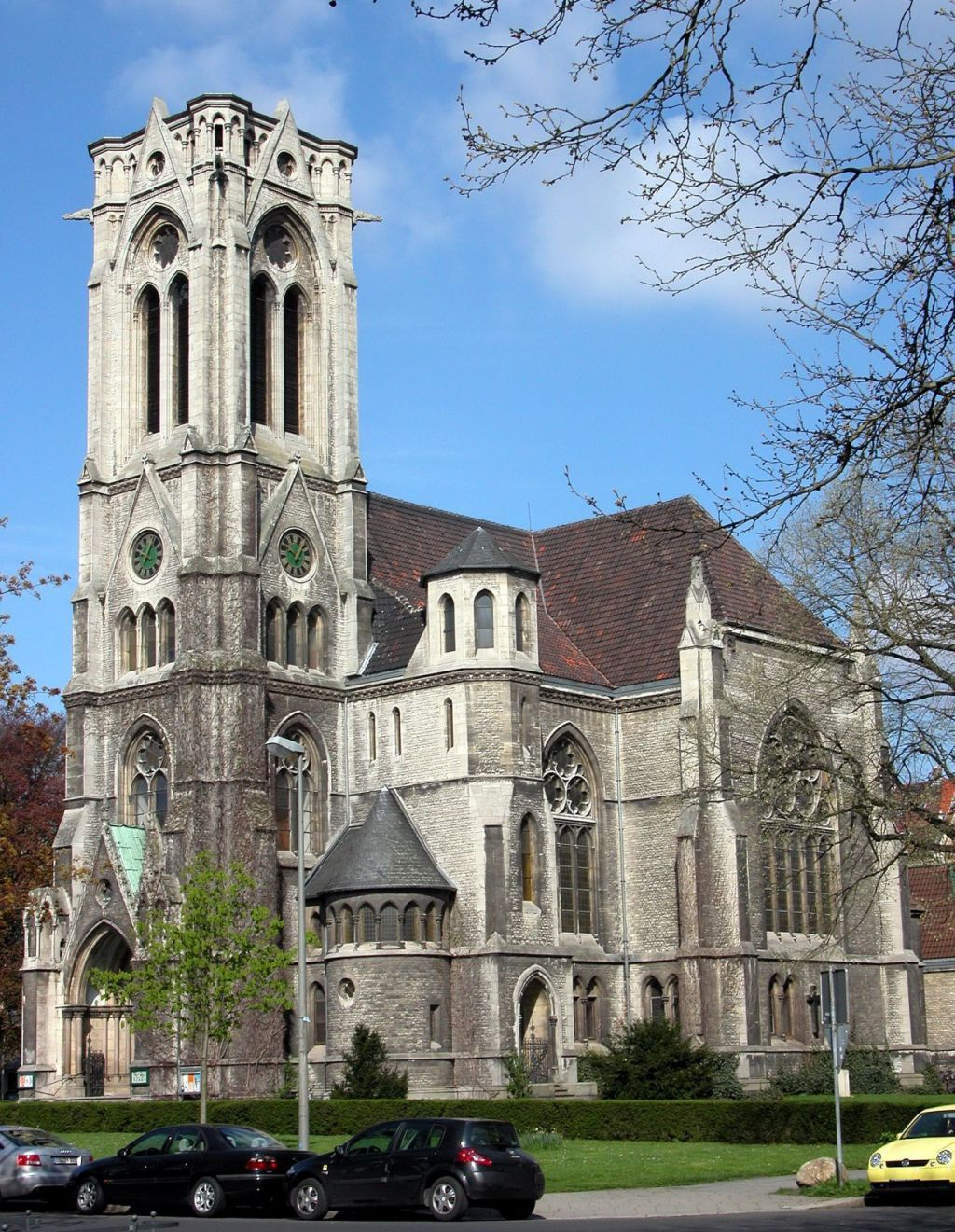
Paulikirche
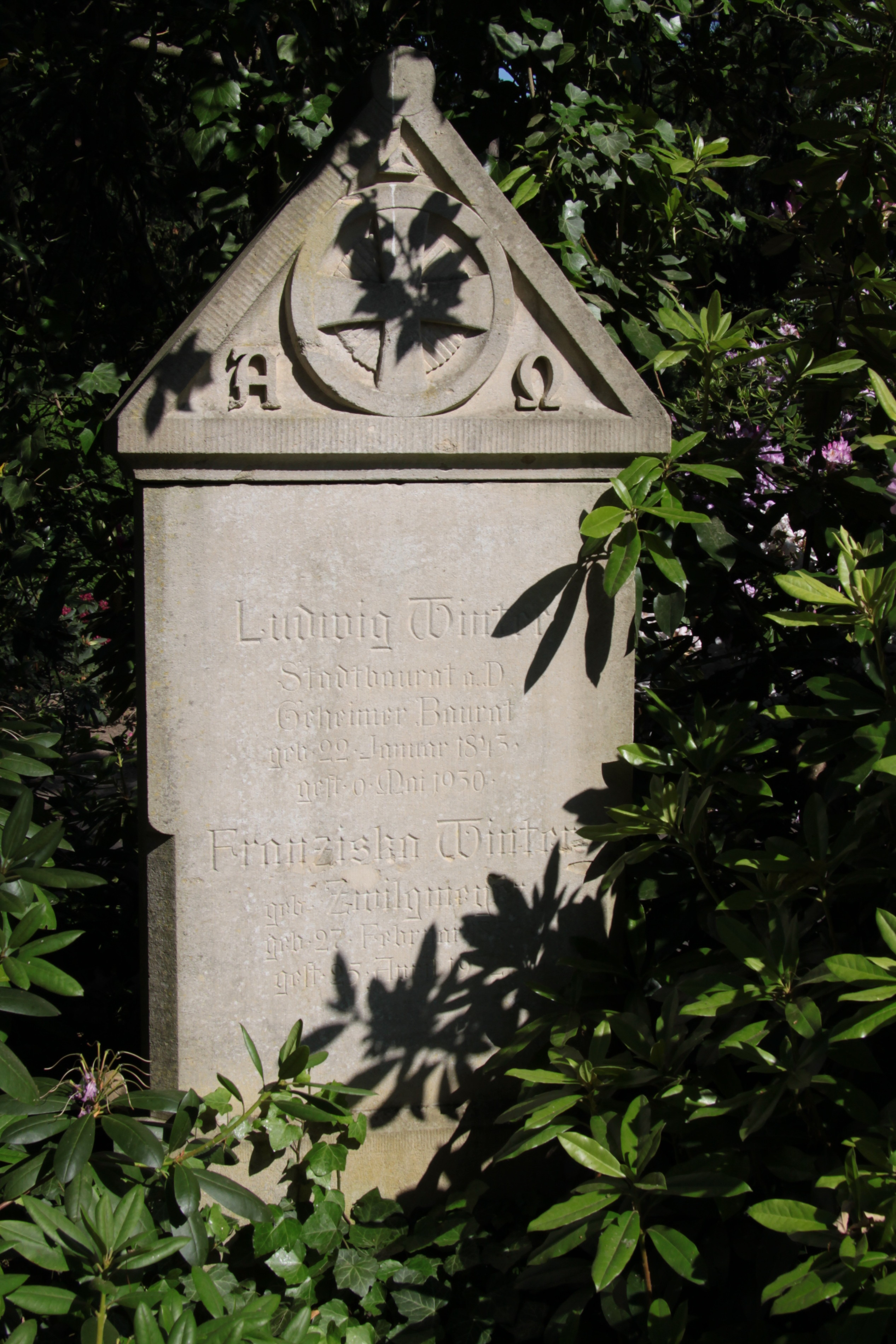
Grabstein von Winter

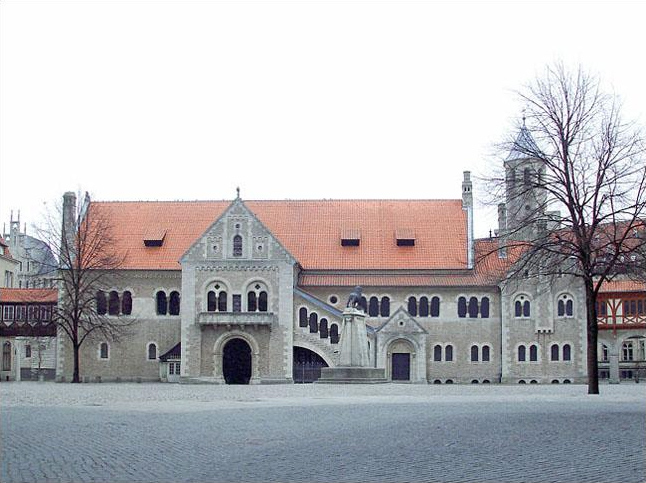
Burg Dankwarderode
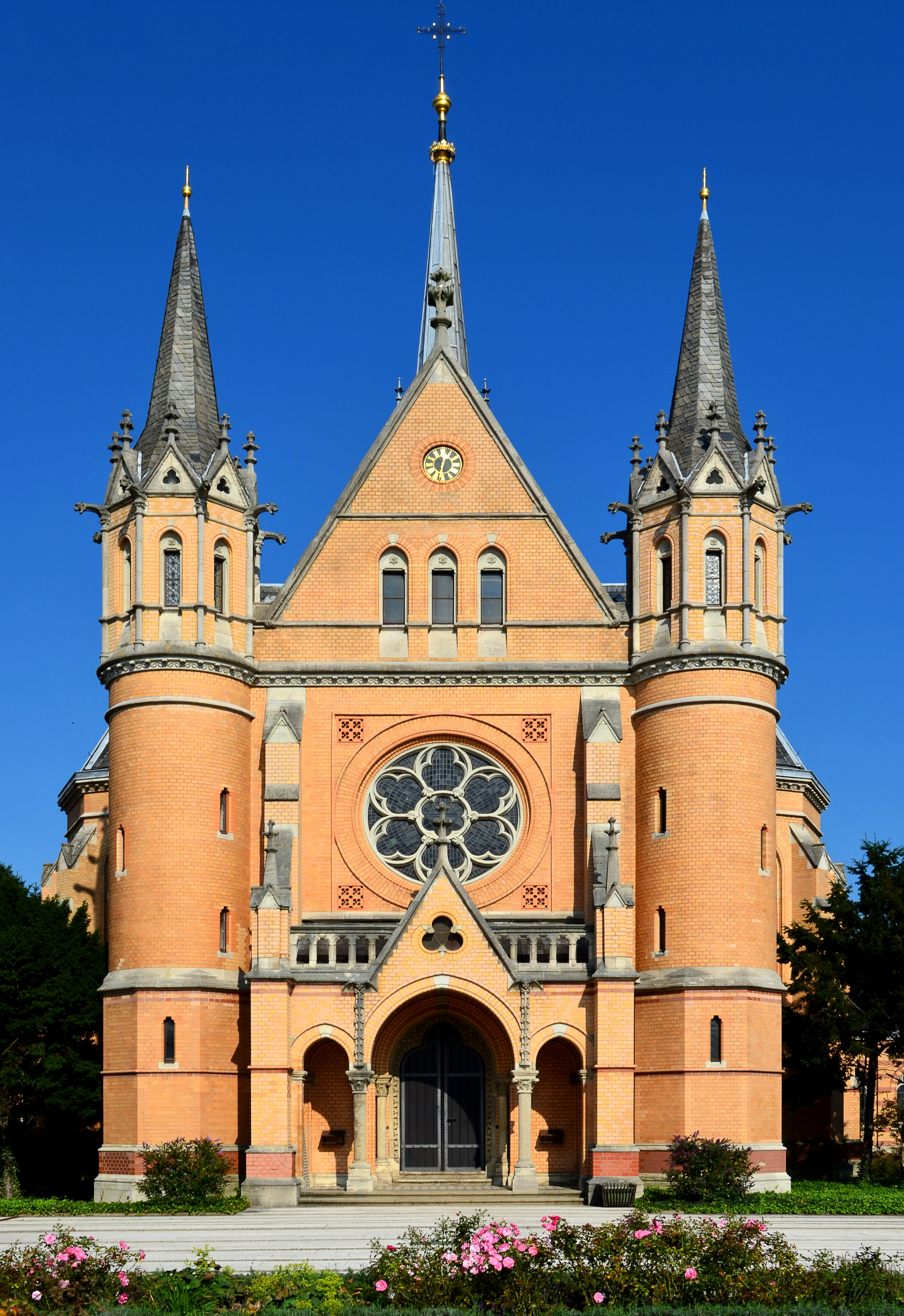
Kapelle auf dem Hauptfriedhof
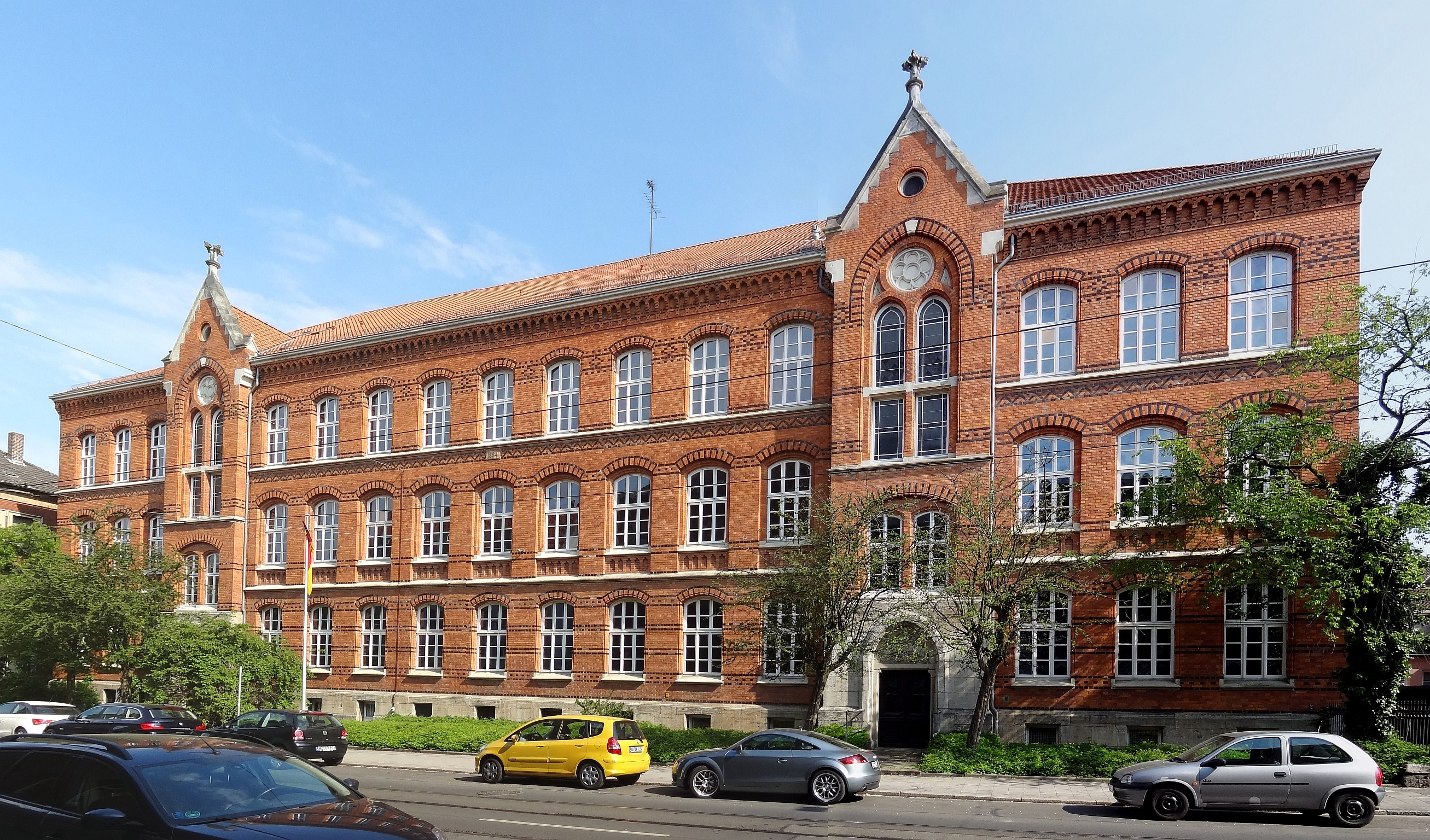
Schulgebäude Leonhardstraße 12
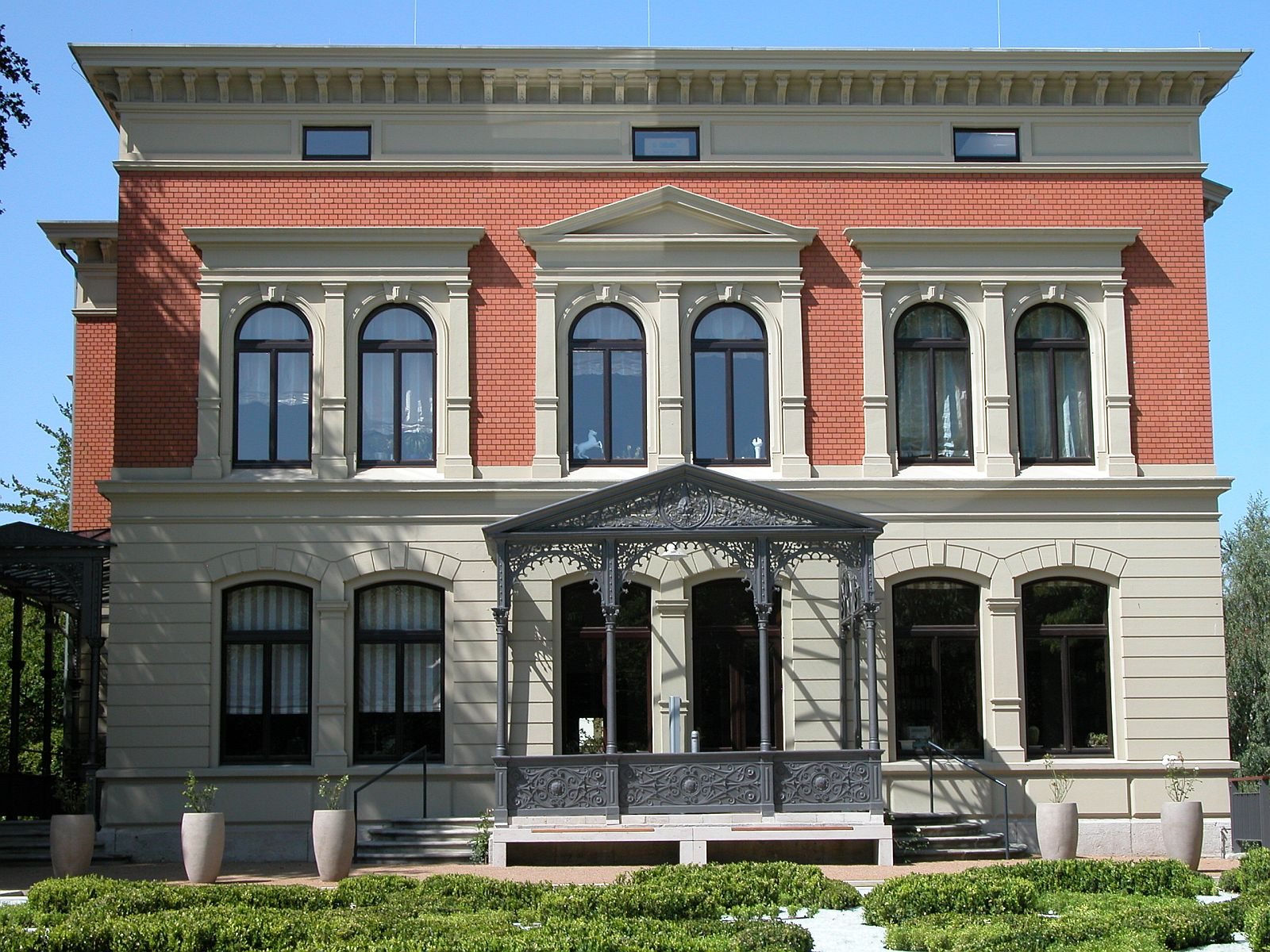
Villa Gerloff
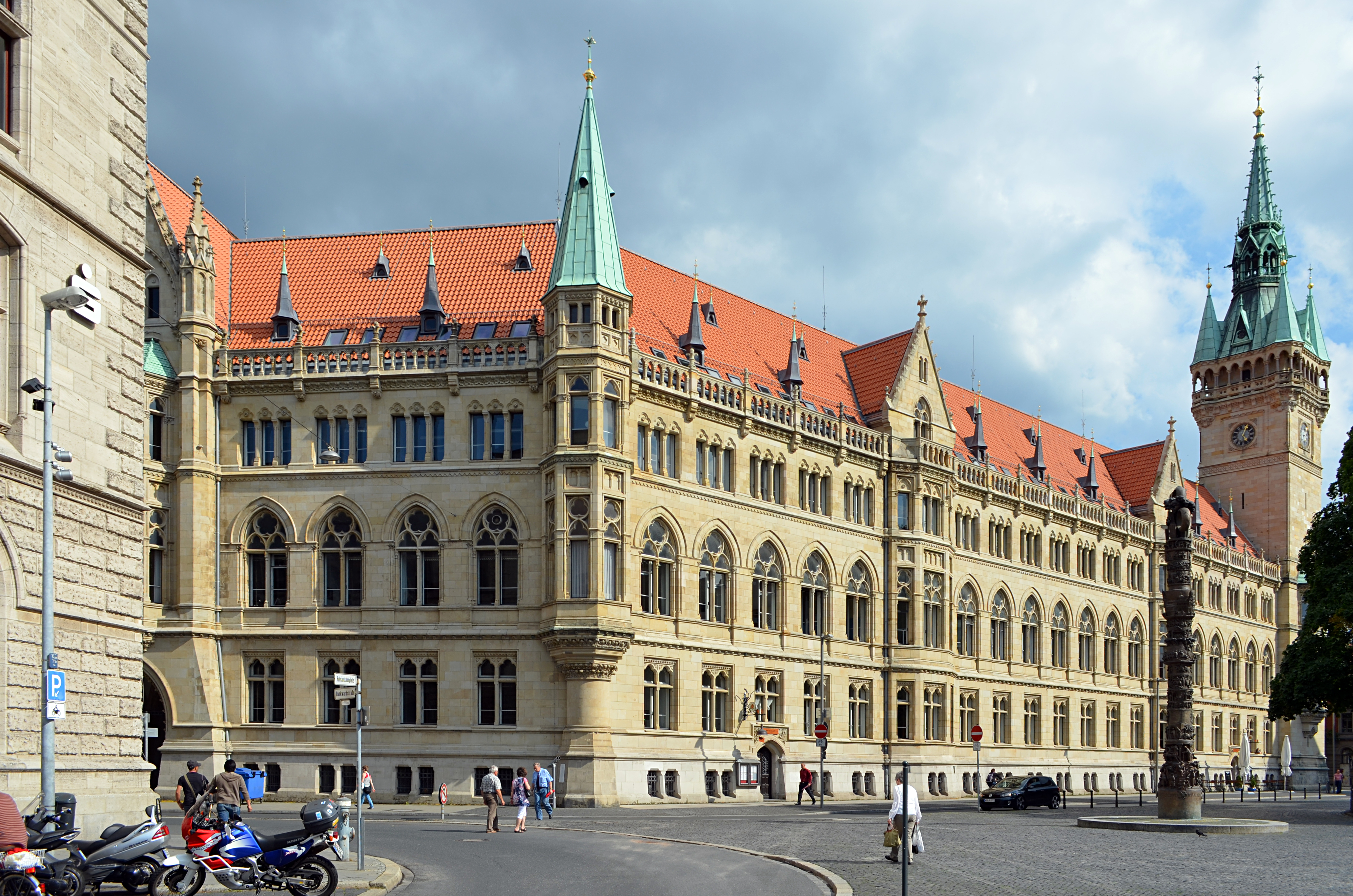
Rathaus Braunschweig

### Schriften
- Die Burg Dankwarderode zu Braunschweig. Ergebnisse der im Auftrage des Stadtmagistrats angestellten baugeschichtlichen Untersuchungen. Meyer, Braunschweig 1883. (DNB 968715818)
- Der Brunnen auf dem Altstadtmarkt in Braunschweig. Kampe, Braunschweig 1913. (DNB 361894643)